# Euphyia azonaria
Euphyia azonaria är en fjärilsart som beskrevs av Charles Oberthür 1893. Euphyia azonaria ingår i släktet Euphyia och familjen mätare. Inga underarter finns listade i Catalogue of Life.